# Annie Vivanti

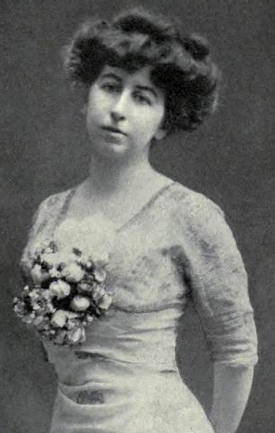
Annie Vivanti Chartres, 1910

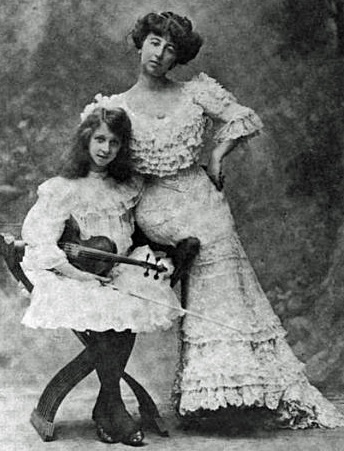
Annie Vivanti mit ihrer Tochter Vivien, 1901

Annie Vivanti  (geboren 7. April 1866 als Anna Emilia in London; gestorben 20. Februar 1942 in Turin) war eine italienische Schriftstellerin. Ihr schriftstellerisches Pseudonym war George Marion.

## Leben und Werk
Vivanti wurde als Tochter des Seidenhändlers Anselmo Vivanti und der deutschen Salonnière, Schriftstellerin und Übersetzerin Anna Vivanti-Lindau, Schwester der berühmten Literaten Paul und Rudolph Lindau,  in London geboren, wo ihr Vater nach den Aufständen von 1851  in Mantua politisches Asyl gefunden hatte. Sie wuchs in Italien, England, der Schweiz und den USA auf, wo ihr Vater Präsident der Società Reduci delle Patrie Battaglie und der italienischen Handelskammer von New York war. Sie veröffentlichte 1880 die Gedichtsammlung Lirica, die in Italien mit einem Vorwort von dem späteren Nobelpreisträger Giosuè Carducci veröffentlicht wurde und dort sofort einen großen Erfolg erzielte. 1891 veröffentlichte sie ihren ersten Roman, Marion Artista di Caffè Concerto. Nach ihrer Heirat 1892 mit dem Iren John Chartres lebte sie fast zwanzig Jahre in England und den USA und schrieb während dieser Zeit nur in englischer Sprache. Wie ihr Ehemann unterstützte sie die irische Unabhängigkeit, schrieb Artikel für verschiedene Zeitungen und assistierte 1919 der irischen Delegation in Versailles. Im gleichen Jahr kehrte sie definitiv nach Italien zurück. Nach dem Krieg unterstützte sie Benito Mussolini und schrieb für nationalistische italienische Zeitungen wie Il Popolo d’Italia und L’Idea Nazionale. 1941 wurde sie in Arezzo von den Faschisten wegen ihrer Verbindungen nach England unter Hausarrest gestellt. Ihre Bücher waren in Italien eine Zeit lang wegen ihrer jüdischen Abstammung verboten. Mussolinis direkte Fürsprache ermöglichte es ihr nach Turin zurückzukehren. Gesundheitlich angeschlagen verschlechterte sich ihr Zustand, nachdem sich ihre Tochter Vivien, eine begabte Violistin, im Herbst 1941 in Brighton das Leben genommen hatte. Sie starb kurz nachdem sie zum Katholizismus konvertiert war. Sie ist auf dem Monumentalfriedhof in Turin beigesetzt und ihr einfacher Grabstein trägt die ersten Zeilen des berühmtesten Gedichts, das Carducci ihr gewidmet hatte. Aufgrund ihres Internationalismus und ihrer unzusammenhängenden literarischen Ausbildung gehört sie weder zu einer einzigen literarischen Gattung noch zu einer bestimmten kulturellen Bewegung. Ihre fortwährende Verbindung mit Carducci hat ihren persönlichen Stil verstärkt und sie von den Themen und Stilen distanziert, die typisch für die Frauenschriften ihrer Zeit sind.

## Werke (Auswahl)

### Englische Romane
- 1896: The Hunt for Happiness
- 1904: Winning Him Back

### Englische Theaterstücke
- 1898: That Man
- 1900: The Ruby Ring

### Englische Novellen
- 1910: The Devourers
- 1912: Circe
- 1915: Marie Tarnowska

### Italienische Werke
- 1890: Lirica, Milano, Treves
- 1891: Marion artista di caffè-concerto, Milano, Chiesa
- 1911: I divoratori, Milano, Treves
- 1912: Circe, Milano, Quintieri
- 1915: L'Invasore, Milano, Quintieri
- 1917: Vae Victis, Milano, Quintieri
- 1918: Zingaresca, Milano, Quintieri
- 1918: Le bocche inutili, Milano, Quintieri
- 1920: Naja tripudians, Firenze, Bemporad
- 1921: Gioia, Firenze, Bemporad
- 1921: Marion, Firenze, Bemporad
- 1922: … Sorella di Messalina, Torino, Letteraria
- 1923: Sua altezza (Favola candida), Firenze, Bemporad
- 1925: Terra di Cleopatra, Milano, Mondadori
- 1926: Perdonate Eglantina, Milano, Mondadori
- 1927: Mea culpa, Milano, Mondadori
- 1931: Fosca, sorella di Messalina, Milano, Mondadori
- 1932: Salvate le nostre anime, Milano, Mondadori
- 1933: Il viaggio incantato, Milano, Mondadori

### Deutsche Übersetzungen
- 1903: Marion, die Sängerin des Café-chantant, Leipzig, Seemann
- 1940: Mea Culpa, Stuttgart, Bonz
- 1953: Nancy war ein Genie (I divoratori), Zürich, Rascher